# Vinkovci
Vinkovci (Roetheens: Винковцѣ; Servisch: Винковци; Hongaars: Vinkovce; Duits: Winkowitz; Latijn: Cibalae of Colonia Aurelia Cibalae; Oudgrieks: Κιβέλαι of Kibelae) is een Kroatische stad in het oosten van Slavonië. Met 35.375 inwoners was het in 2011 de grootste stad in de provincie Vukovar-Srijem. In 2001 had 89% van de bewoners de Kroatische nationaliteit.

## Geschiedenis
Vinkovci is bewoond sinds de Romeinse periode. De stad hette destijds Colonia Aurelia Cibalae (ook wel Cibalis) en was de geboorteplaats van de Romeinse keizers en broers Valentinianus I en Valens. De Romeinse badplaats en andere Romeinse gebouwen, die dicht bij het centrum van Vinkovci zijn gelegen, worden nog steeds bewaard.
Vinkovci en zijn omgeving werden sterk beïnvloed door de gebeurtenissen in 1991. De stad lag dicht bij de frontlinies tussen de Kroatische Republiek en de Republiek van Servisch Krajina, maar slaagde er toch in om het lot van Vukovar te vermijden, in de beruchte Slag bij Vukovar. De oostelijke gebieden van de stad werden vernietigd en ook de nabijgelegen stad Céric werd verwoest. De meest significante vernieling was het platbranden van de stadsbibliotheek in het centrum van de stad.

## Geografische ligging
Vinkovci is gelegen aan de oever van de Bosut, 19 kilometer ten zuidwesten van Vukovar, 24 kilometer ten noorden van Županja en 43 kilometer ten zuiden van Osijek. Vinkovci ligt 90 meter boven de waterspiegel.

## Cultuur
De stad is rijk aan historisch cultuurbezit, met de preromaanse kerk op Meraja als een van de belangrijkste culturele monumenten in Kroatië. De beroemdste, jaarlijkse gebeurtenis is het muziekfestival Herfst in Vinkovci (Vinkovačke Jeseni), met volksmuziek, traditionele kostuums en een schoonheidswedstrijd. Verder is er een competitie tussen fabrikanten van kulen, gerookte worst op smaak gebracht door paprika, en andere traditionele voedingsproducten. Het bekendste onderdeel is echter de uitbundige slotparade.

## Bekende inwoners
De muziekschool van Vinkovci is genoemd naar Josip Runjanin, de componist van het Kroatische volkslied Lijepa naša domovino. Het gymnasium van Vinkovci is genoemd naar Matija Antun Relković, een Slavonische  schrijver die in de 18e eeuw in Vinkovci woonde.

## Economie
De economie van Vinkovci is hoofdzakelijk gebaseerd op handel, transport, voedselverwerking en metaalbewerking. De industrie levert voedingsmiddelen, bouwmaterialen, hout, metaalbewerking, leder en textiel.

## Sport
De lokale voetbalclub HNK Cibalia Vinkovci draagt nog steeds de Latijnse naam van Vinkovci, Cibalia, en speelt in het Cibaliastadion.

## Stedenband
- Roermond (Nederland)

## Geboren
- Flavius Valentianus (321-375), Romeins keizer
- Flavius Julius Valens (328-378), Romeins keizer
- Mirko Filipović (1974), kickbokser
- Ivan Bošnjak (1979), voetballer
- Mile Škorić (1991), voetballer